# Bubanza (tỉnh)
Bubanza là một trong 18 tỉnh của Burundi.

## Hành chính
Tỉnh được chia thành 5 xã:
- Bubanza
- Gihanga
- Musigati
- Mpanda
- Rugazi